# Sevdiğin

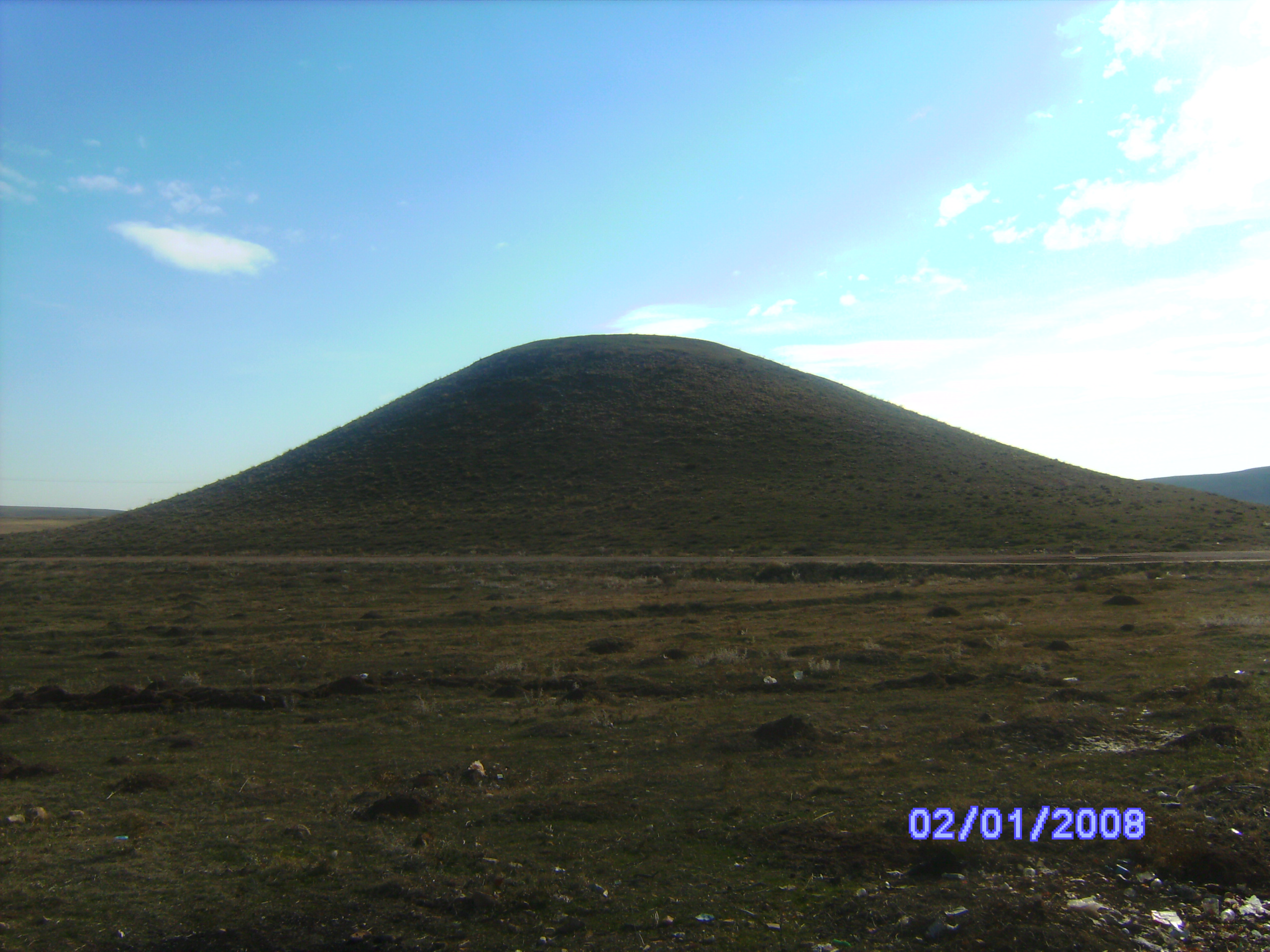
Túmulo de Sevdiğin, Kırşehir, Türkiye

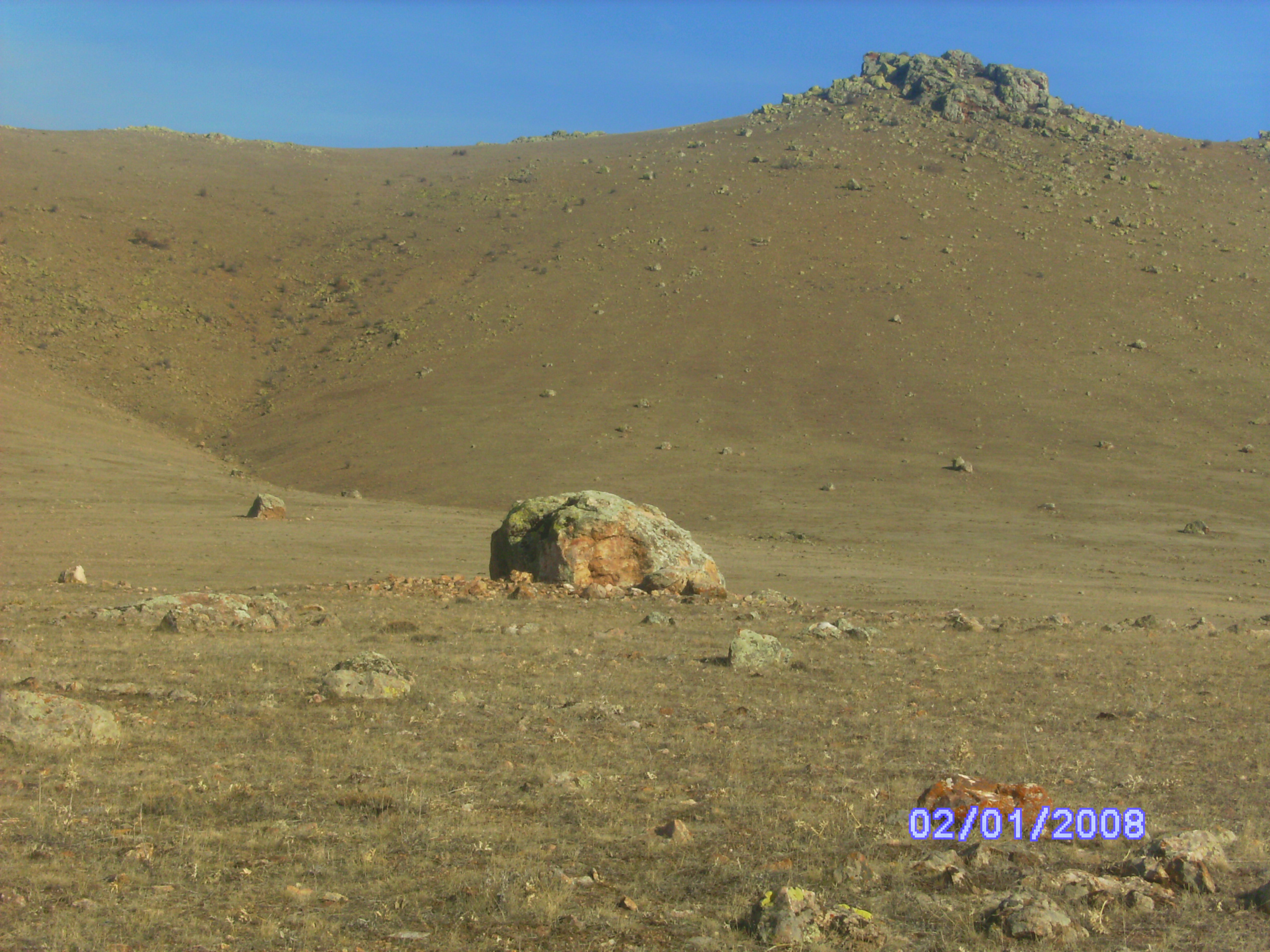
Malkaya, Sevdiğin, Kırşehir, Turquía, 2008

Sevdiğin es un pueblo en el condado de Merkez de la provincia de Kırşehir .

## Historia
La mención del pueblo de Sevdiğin en el acta de fundación de Cacaoğlu Nûreddin, emir de Kırşehir, con fecha de Shawwal 670 (mayo de 1272), indica que el pueblo se estableció al menos en 1250. Según el documento, los límites del pueblo de Sevdiğin se extendían desde la carretera Kırşehir-Koçhisar a través de las tierras del pueblo de Terme hasta el campo de Aköz y el pueblo de Kızılca.
Según Cevat Hakkı Tarım, Sevdiğin monte es uno de los túmulos más importantes de Kırşehir y uno de los testimonios históricos más vívidos de la ciudad. El túmulo demuestra que el pueblo ha estado habitado desde la antigüedad.
Según Semavi Eyice, Malkaya, que está un poco fuera del pueblo de Sevdiğin y aparentemente se remonta a la civilización hitita, muestra que el camino de Koçhisar a Kırşehir, que todavía pasa por Sevdiğin hoy, también se usaba en la época hitita.

## Ubicación
El pueblo está ubicado a 12 km al oeste del centro de la ciudad de Kırşehir, no lejos del Monte Emirburnu entre los pueblos de Kortulu (suroeste), Karalar (oeste) y Yağmurlukale (noroeste).